# Walden 7
El Walden 7 és un edifici de Sant Just Desvern (Baix Llobregat), catalogat com a bé cultural d'interès local.

## Història i descripció
Situat a l'emplaçament de la fàbrica de ciment Sansón, fou projectat el 1972 pel Taller d'Arquitectura, un grup de treball interdisciplinari format per enginyers, psicòlegs, filòsofs i arquitectes, entre els quals hi havia Anna i Ricard Bofill i Leví, Salvador Clotas, Ramón Collado, José Agustín Goytisolo, Joan Malagarriga, Manuel Núñez Yanowsky, Dolors Rocamora i Serena Vergano.
L'obra es va acabar el 1975, amb un pressupost notablement menor que els habitatges socials de l'època i un finançament atípic. Representà un impacte enorme sobre l'entorn per les seves dimensions i la desmesurada potència de la seva volumetria d'immens vidre mineral. La seva alçada depassa els 40 m i té 15 plantes. Es compon de cèl·lules o mòduls agrupables sensiblement quadrangulars de 30 m², podent-se crear des d'un estudi d'un sol mòdul fins a l'habitatge més gran, de quatre mòduls, en diferents nivells. Té 70 estudis d'una cèl·lula, 23 estudis més 27 apartaments de dues cèl·lules, 174 apartaments de tres cèl·lules i 74 de quatre, aquests dos darrers grups formant dúplex. En total, hi ha aproximadament 446 pisos i hi resideixen uns 1.000 veïns, amb una superfície edificada de 31.140 m². Representa la primera fase d'un projecte més ambiciós, anomenat Ciutat de l'Espai i que tindria 71.000m² i capacitat per a uns 3.000 habitants.
Està format per divuit torres que es desplacen des de la vertical de la seva base formant una corba i prenent contacte amb les torres contigües. El resultat és un laberint vertical amb set patis interiors comunicats en horitzontal i en vertical. La façana davantera té una forma semblant a una gran lletra «M». En canvi, a la façana posterior s'hi veu una doble «O». Les finestres exteriors tenen una peculiar forma semicircular i la seva distribució és irregular tot i que manté certa simetria; sembla que s'hi pretenia trencar amb les línies rectes, la combinació dels quals amb les circulars hi és constant. Tot i que l'exterior és d'un color vermell argilós, a l'interior es combina aquest color amb un blau intens. Són de color blau les zones comunes de la planta baixa, els passadissos, les passarel·les, i les parets dels quatre patis interiors més grans (aquests, a més, tenen una font a la planta baixa).
A partir del 1977, es van fer evidents greus defectes en la construcció quan les rajoles de tota la façana van començar a caure. La promotora havia fet fallida, i l'Ajuntament es va negar a declarar l'edifici en ruïna, quedant-se amb els terrenys de la promotora que quedaven lliures per a finançar l'alt cost de la reparació, uns 1.000 milions de pessetes (6 milions d'euros). Les obres de rehabilitació començaren el 1993 i es van acabar el 1995.

## Galeria d'imatges

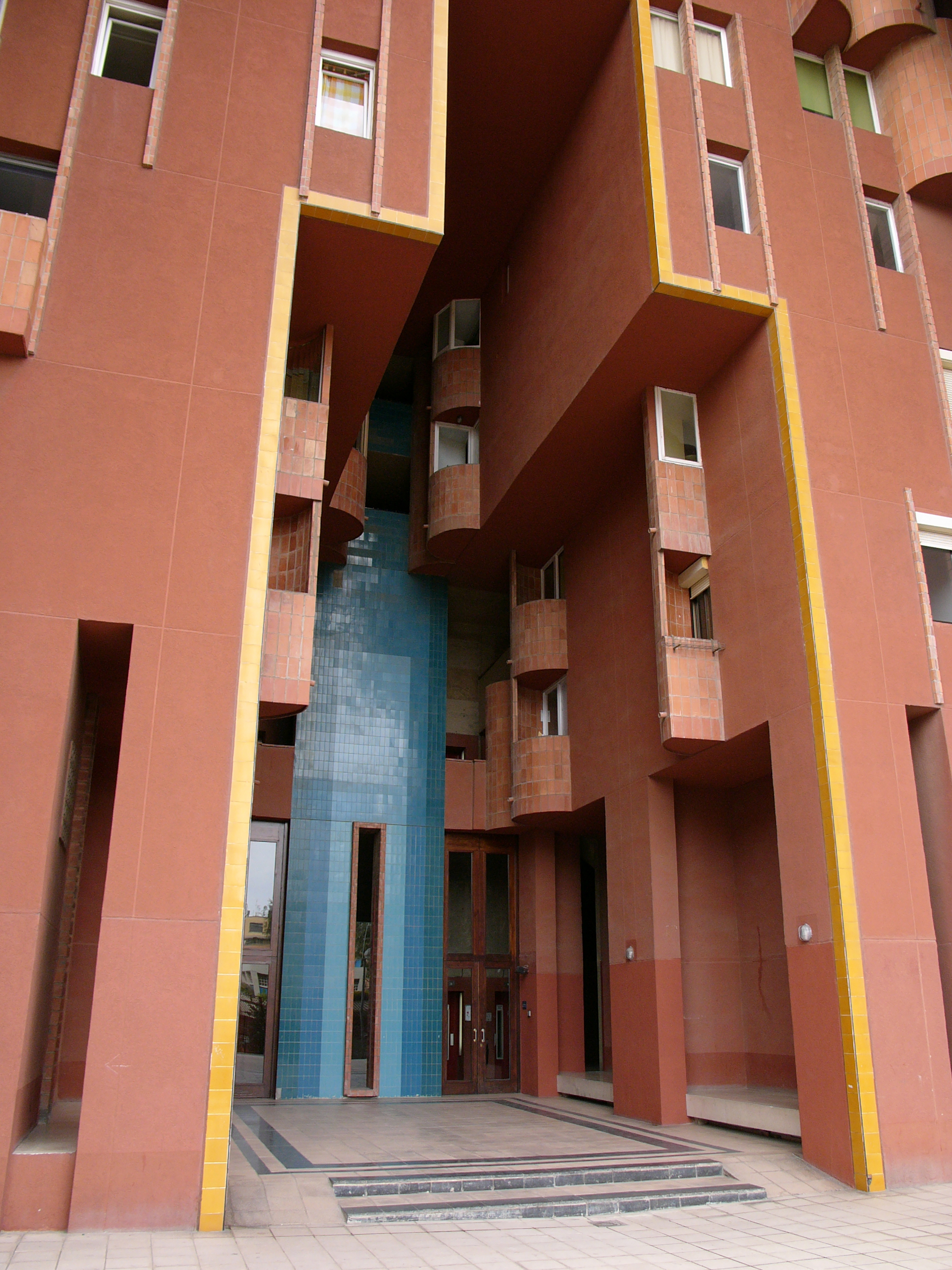
Entrada principal
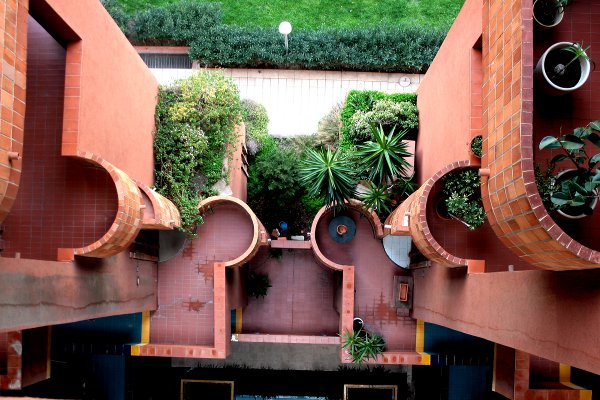
Vista dels balcons
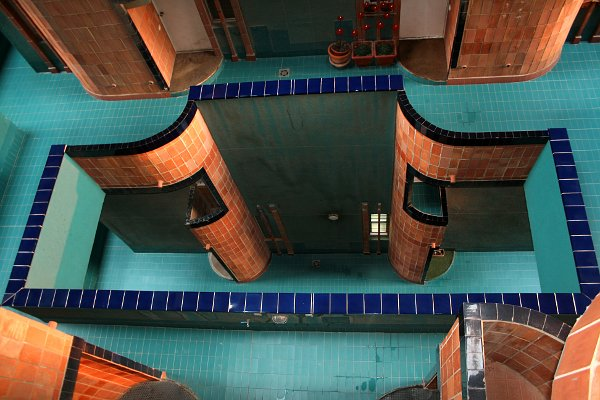
Vista dels passadissos al voltant d'un pati